# Roman Club
Roman Club (浪漫倶楽部, Rouman Kurabu) est un manga dessiné et scénarisé par Kozue Amano. D'abord publié chez Square Enix, il a ensuite été réimprimé en 2005 par l'éditeur Mag Garden avec qui Kozue Amano publie actuellement ses œuvres notamment sa plus célèbre : Aria, et Amanchu! qui est encore en cours de publication (en France chez l'éditeur Ki-oon).
Ce manga est composé de six tomes. Actuellement à part à Taïwan, Roman Club n'a pas encore été licencié en dehors du Japon.

## Synopsis
Un esprit de la montagne a été étrangement attiré par un lycéen près de son autel... C'est le début d'une aventure dans l'inconnue.